# Anisocentropus handschini
Anisocentropus handschini is een schietmot uit de
familie Calamoceratidae. De soort komt voor in het Oriëntaals gebied.